# Cecilienhof
Palača Cecilienhof (nemško Schloss Cecilienhof) je palača v Potsdamu, Nemčija, zgrajena od 1914 do 1917 v tlorisu angleške tudorske graščine. Cecilienhof je bila zadnja palača, ki jo je zgradila rodbina Hohenzollern in je vladala Kraljevini Prusiji in Nemškemu cesarstvu do konca prve svetovne vojne. Znana je po tem, da je bila leta 1945 kraj Potsdamske konference, na kateri so voditelji Sovjetska zveza, Združeno kraljestvo in Združene države sprejeli pomembne odločitve, ki so vplivale na podobo Evrope in Azije po drugi svetovni vojni. Cecilienhof je od leta 1990 del palač in parkov v Potsdamu in Berlinu, ki so na Unescovem seznamu svetovne dediščine.

## Lega
Cecilienhof je v severnem delu velikega parka Neuer Garten, blizu obale jezera Jungfernsee. Park je bil urejen od leta 1787 po naročilu pruskega kralja Friderika Viljema II., po vzoru parka Wörlitz v Anhalt-Dessau. Friderik Viljem II. je dal zgraditi tudi Marmorpalais (Marmorno palačo) znotraj Neuer Garten, prvo brandenburško palačo v neoklasicističnem slogu, postavljeno po načrtih Carla von Gontarda in Carla Gottharda Langhansa, ki je bila dokončana leta 1793. Druge strukture v parku blizu Cecilienhofa so oranžerija, umetna jama (Muschelgrotte), mlekarna v Neuen Garten in gotska knjižnica, prav tako zgrajena za kralja Friderika Viljema II.
Park je bil v veliki meri preoblikovan kot angleški krajinski park po načrtih Petra Josepha Lennéja iz leta 1816 dalje, z vidnimi črtami do bližnjega Pfaueninsela, palače Glienicke, palače Babelsberg in cerkve Sacrow.

## Gradnja
Ker je Marmorpalais, ki je bila tradicionalna potsdamska rezidenca prestolonaslednika Hohenzollernov, postala neprimerna za trenutne okuse, je cesar Viljem II odredil ustanovitev sklada za gradnjo nove palače v Potsdamu za svojega najstarejšega sina, prestolonaslednika Viljema in njegovo ženo, vojvodinjo Cecilie Mecklenburg-Schwerinsko 19. decembra 1912. Po poroki leta 1905 sta Viljem in Cecilija prej večino leta živela v Marmorpalais, pozimi pa v berlinski Kronprinzenpalais. Leta 1911 je bil prestolonaslednik imenovan za poveljnika pruskega 1. polka Leibhusaren in se je preselil v Danzig-Langfuhr.
13. aprila 1914 sta cesarsko ministrstvo in Saalecker Werkstätten podpisala gradbeno pogodbo, ki je predvidevala datum dokončanja 1. oktober 1915 in stroške gradnje 1.498.000 Reichsmark za novo palačo. Arhitekt je bil Paul Schultze-Naumburg, ki je obiskal par v Danzigu, da bi izdelal načrt za palačo. Temeljila je na stavbah v angleškem tudorskem slogu, razporejenih okoli več dvorišč z lesenimi stenami, opeko in 55 različnimi okrasnimi dimniki. Z začetkom prve svetovne vojne avgusta 1914 se je gradnja ustavila, vendar se je leta 1915 nadaljevala.

## Arhitektura in notranja oprema
Prestolonaslednik Viljem je bil tako navdušen nad kočami in domovi v tudorskem slogu, kot je Bidston Court v Birkenheadu (Anglija), da je to navdihnilo Cecilienhof. Tudi zaradi družinskih vezi vojvodinje Cecilie Mecklenburg-Schwerin je bil navdih nemški tudorski dvorec Gelbensande blizu Rostocka v Mecklenburg-Schwerinu. Palača je bila zasnovana tako, da je bivalna večji del leta. Njena nizka zgradba in več dvorišč skrivajo dejstvo, da se ponaša s skupno 176 sobami. Poleg velikega Ehrenhofa (tristransko dvorišče) v središču, ki je bilo uporabljeno le za prihod in odhod prestolonaslednika in njegove žene, je manjše vrtno dvorišče, Prinzengarten, in tri druga dvorišča, okoli katerih so urejena različna krila stavbe.
»Javni« prostori so v osrednjem delu pritličja, okoli osrednje velike dvorane, zgoraj v prvem nadstropju pa so bile »zasebne« spalnice, garderobe in kopalnice. Bivalni del velike dvorane predstavlja tudi masivno leseno stopnišče iz hrasta. To je bilo darilo mesta Danzig. Sobe v pritličju so vključevale prostor za prestolonaslednika s kadilnico, knjižnico in zajtrkovalnico ter prostor za njegovo ženo z glasbenim salonom, sobo za pisanje in soba zasnovana kot kabina na čezoceanski ladji. Slednjo je Cecilija uporabljala kot zajtrkovalnico. Tako kot nekatere druge prostore je zasnoval Paul Ludwig Troost, ki je oblikoval tudi dejansko notranjost čezoceanskih ladij za ladijsko linijo Norddeutscher Lloyd.

## Zgodovina pred letom 1945
Palača je bila dokončana avgusta 1917. Po vojvodinji so jo poimenovali Cecilienhof in par se je takoj vselil. Cecilija je v Cecilienhofu rodila svojega najmlajšega otroka, Cecilijo Prusko, ki se je rodila 5. septembra 1917. Ko je novembra 1918 izbruhnila revolucija, se je Cecilija iz varnostnih razlogov s šestimi otroki za nekaj časa preselila v Neues Palais, kjer je živela žena cesarja Viljema II., cesarica Avgusta Viktorija. Potem ko je cesarica sledila svojemu možu v izgnanstvo na Nizozemsko, je Cecilija ostala v Potsdamu in se vrnila v Cecilienhof, kjer je živela do leta 1920. Ker je bilo premoženje družine Hohenzollern po revoluciji zaplenjeno, je morala Cecilija svoje bivališče preseliti na posestvo v Oelsu v Šleziji, ki je bila zasebna last. Le njena sinova Viljem in Louis Ferdinand sta ostala v Cecilienhofu, medtem ko sta obiskovala javno Realgymnasium (šolo) v Potsdamu. Prestolonaslednik Viljem je 13. novembra 1918 odšel v izgnanstvo na Nizozemsko in bil interniran na otok Wieringen. 9. novembra 1923 mu je bilo dovoljeno vrniti se v Nemčijo – kot zasebni državljan. Junija 1926 je referendum o razlastitvi nekdanjih vladajočih nemških knezov brez odškodnine propadel in posledično se je finančni položaj družine Hohenzollern znatno izboljšal. S poravnava med državo in družino je Cecilienhof postal last države, Viljemu in Ceciliji pa je podelila pravico do prebivanja. Trajanje tega je bilo omejeno na tri generacije.
Viljem je pozneje prelomil obljubo, ki jo je dal Gustavu Stresemannu, ki mu je dovolil vrnitev v Nemčijo, da se bo držal zunaj politike. Podpiral je vzpon Adolfa Hitlerja na oblast, ki je Cecilienhof obiskal trikrat, leta 1926, leta 1933 (na »dan Potsdama«) in leta 1935. Ko pa je Viljem spoznal, da Hitler ne namerava obnoviti monarhije, se je njun odnos ohladil. Po poskusu atentata 20. julija 1944 je Hitler Viljema dal pod nadzor Gestapa in opazoval Cecilienhof.
Januarja 1945 je Viljem zapustil Potsdam in odšel v Oberstdorf na zdravljenje težav z žolčem in jetri. Cecilija je pobegnila v začetku februarja 1945, ko se je Rdeča armada približala Berlinu, ne da bi uspela rešiti veliko svojega imetja. Ob koncu vojne so Cecilienhof zasegli Sovjeti.

## Potsdamska konferenca leta 1945
Potsdamska konferenca (uradno Berlinska konferenca) je potekala od 17. julija do 2. avgusta 1945. To je bil tretji in najdaljši vrh med voditelji vlad Sovjetske zveze, Združenega kraljestva in Združenih držav, glavnih sil v protihitlerjevski koaliciji, ki je pravkar zmagala v vojni po dnevu VE, 8. maja 1945. Konferenco so v glavnem organizirali Sovjeti. Čeprav je britanski premier Winston Churchill zavrnil izvedbo vrha »kjer koli znotraj sedanje sovjetske vojaške cone«, sta se ameriški predsednik Harry Truman in sovjetski voditelj Josef Stalin konec maja 1945 dogovorila, da se srečata »v bližini Berlina«. Ker je bil Berlin zaradi zavezniškega bombardiranja in spopadov od ulice do ulice preveč poškodovan, je bil za kraj konference izbran Cecilienhof v Potsdamu. Delegacije naj bi bile nastanjene v zelenem predmestju Potsdam-Babelsberg, ki je utrpelo le manjšo škodo v bombnih napadih in je nudilo tudi prednost, da je bilo ulice do prizorišča konference enostavno varovati.
Sovjetski vojaki so popravili ulice, ki povezujejo Babelsberg s Cecilienhofom, zgradili pontonski most, ki je nadomestil Glienicker Brücke, ki je bil uničen v zadnjih dneh vojne, zasadili drevesa, grmovje in gredice – vključno s sovjetsko rdečo zvezdo v Ehrenhofu. V Cecilienhofu so prenovili 36 sob in veliko dvorano ter jih opremili s pohištvom iz drugih potsdamskih palač. Sovjeti so pohištvo Viljema in Cecilije odstranili in shranili v Mlekarni.
Glavne sobe, uporabljene za konferenco, so bile naslednje:
- Cecilijin glasbeni salon – Beli salon, ki ga je sovjetska delegacija uporabljala kot sprejemnico (prvi dan konference je bil to tudi kraj bifeja, ki ga je Stalin pripravil za druge delegacije),
- Cecilijina pisalna soba - Rdeči salon, ki ga je sovjetska delegacija uporabljala kot delovno sobo,
- Velika dvorana - to je bila konferenčna dvorana, ki so jo Sovjeti opremili z okroglo mizo premera 3 m (verjetno jo je po meri izdelalo moskovsko pohištveno podjetje),
- Viljemova kadilnica - študija ameriške delegacije,
- Viljemova knjižnica – študija britanske delegacije,
- Viljemova zajtrkovalnica - morda uporabljena kot tajniško pisarno

Vendar pa so se glede na uradni vodnik po palači pred kratkim pojavili dokazi, ki kažejo, da so Sovjeti po konferenci morda zamenjali trenutno poimenovanje britanskih in ameriških študij. 

## Po drugi svetovni vojni in danes
Po koncu konference so sovjetske čete palačo uporabljale kot klubsko hišo. Predana je bila deželi Brandenburg. Leta 1952 so v nekdanjih zasebnih sobanah Viljema in Cecilije postavili spomenik za konferenco. Vlada Vzhodne Nemčije je palačo uporabljala tudi kot prizorišče sprejema za državniške obiske.  Preostali del kompleksa je leta 1960 postal hotel. Nekatere sobe je vladajoča stranka (SED) uporabljala za sestanke.
Po letu 1961 je bil del Neuer Garten uničen, da bi zgradili jugozahodni del Berlinskega zidu (kot del Grenzsicherungsanlagen), ki je potekal ob obali Jungfernseeja. 
V začetku leta 1985 je VEB Reisebüro (potovalna agencija v državni lasti) posodobila hotel.
Danes se deli Cecilienhofa še vedno uporabljajo kot muzej in kot hotel. Leta 1990 je postal del Unescove svetovne dediščine, imenovane Palače in parki v Potsdamu in Berlinu. Zasebne sobe so bile odprte za javnost leta 1995 po obsežnih obnovitvenih delih. Kraljica Elizabeta II. je obiskala Cecilienhof 3. novembra 2004.
30. maja 2007 je bila palača uporabljena za vrh zunanjih ministrov G8.
Leta 2011 je bil Schloss Cecilienhof nagrajen z znakom evropske dediščine. Prenovljena stalna razstava o Potsdamski konferenci je bila ponovno odprta aprila 2012.